# Mudanças climáticas no Brasil

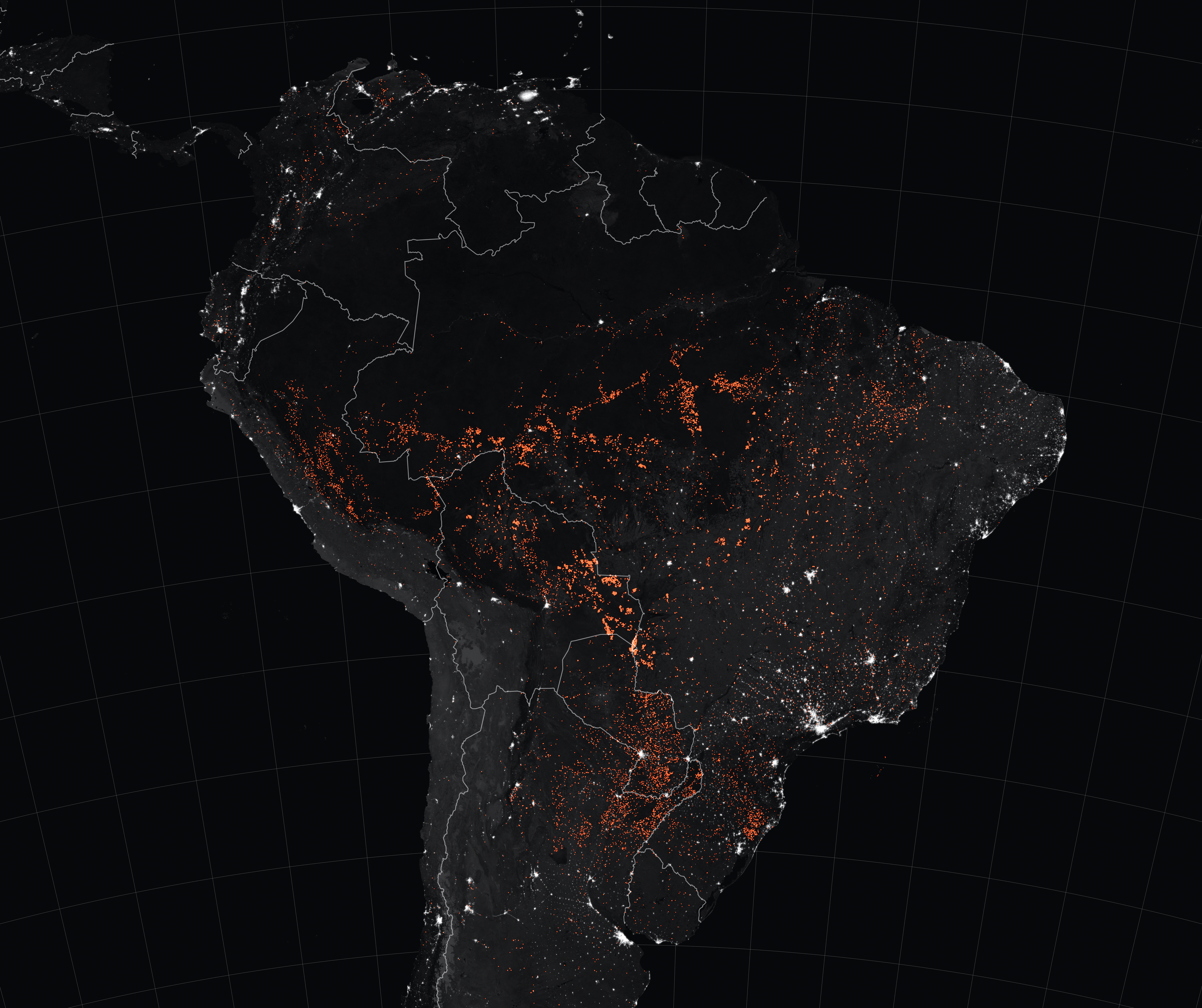
Imagem de satélite mostrando os pontos de foco de incêndios florestais na Amazônia.

As mudanças climáticas no Brasil podem ser percebidas principalmente pelo clima tornando-se cada vez mais quente e seco. O efeito estufa causado pelo excesso de emissões de dióxido de carbono e metano torna a floresta amazônica mais quente e seca, resultando em diversos incêndios florestais no Brasil. Devido a essas mudanças, partes da maior floresta equatorial do mundo correm o risco de se tornarem território de savana.
As emissões de gases de efeito estufa por pessoa no Brasil são superiores à média global, e o Brasil está entre os países que emitem uma grande quantidade de gases de efeito estufa. As emissões desses gases pelo Brasil correspondem a quase 3% do total mundial anual, principalmente devido ao desmatamento na floresta amazônica, que emitiu mais dióxido de carbono na década de 2010 do que absorveu, e em segundo lugar, das grandes fazendas de gado, onde as vacas liberam metano. No Acordo de Paris, o Brasil prometeu reduzir suas emissões, mas o governo Bolsonaro, entre 2019 e 2022, foi criticado por fazer muito pouco para limitar ou se adaptar às mudanças climáticas.

## Emissão de gases do efeito estufa

O Brasil comparado a outros grandes emissores (1990–2018)

Em 2020, foram divulgados números oficiais referentes a 2016, com cada uma das atividades que mais contribuem para a emissão de gases do efeito estufa no Brasil:
- Agropecuária: 33,2%
- Setor energético: 28,9%
- Uso do solo, mudança de uso do solo e silvicultura: 27,1%
- Processos industriais e uso de produtos: 6,4%
- Resíduos: 4,5%

De acordo com o Observatório do Clima, o país emitiu 2,17 bilhões de toneladas brutas de equivalente de dióxido de carbono (tCO2e) em 2019, das quais as principais causas são:
- Desmatamento: 44% (968 milhões de tCO2e)
- Agropecuária: 28% (598,7 milhões de tCO2e)
- Setor energético: 19% (413,6 milhões de tCO2e)
- Processos industriais e uso de produtos: 5% (99 milhões de tCO2e)
- Resíduos: 4% (96 milhões de tCO2e)

As emissões de 2019 são estimadas em 2,8% do total mundial. Em 2021, o Brasil era o 4º maior emissor cumulativo, com 110 Gt. Em 2019, em média, os brasileiros emitiram 10 toneladas brutas de equivalente de CO2 cada, em comparação à média global de 7 toneladas por pessoa.

Embora o governo tenha prometido emissões líquidas zero até 2050, críticos afirmam que ações imediatas não estão sendo tomadas. O pesquisador Emilio La Rovere, um dos coordenadores de um relatório de 2013, disse que
Se nada for feito para restringir as emissões após 2020, o Brasil pode emitir 2,5 bilhões de toneladas de dióxido de carbono já em 2030. Para ter uma ideia, esse número supera o total global de 2005, quando as emissões totalizaram cerca de 2 bilhões de toneladas.

### Causas

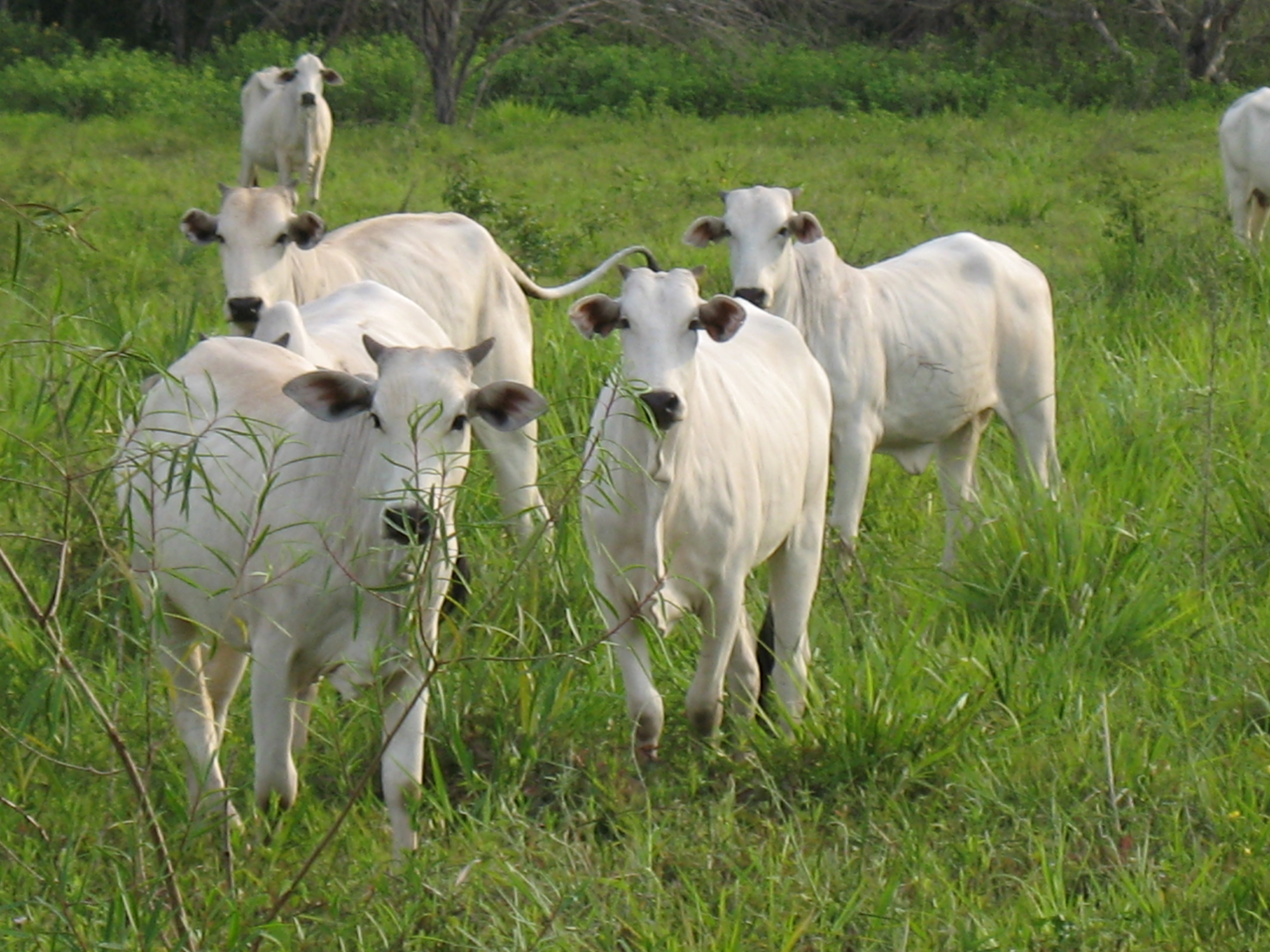
Flatulências após a fermentação entérica contêm metano, e o manejo de esterco pode emitir metano e óxido nitroso.

#### Agropecuária
Em 2012, o Brasil tinha a segunda maior quantidade de gado do mundo, com 205 milhões de cabeças. As vacas são ruminantes que emitem gases de efeito estufa, como metano e óxido nitroso.

#### Desmatamento
As árvores são geralmente cortadas para criar campos para o cultivo de soja e para a pecuária. O desmatamento atingiu seu pico em 2004, depois passou a diminuir até o início da década de 2010. Desde então, o desmatamento vem aumentando novamente nos últimos anos.

#### Combustíveis fósseis

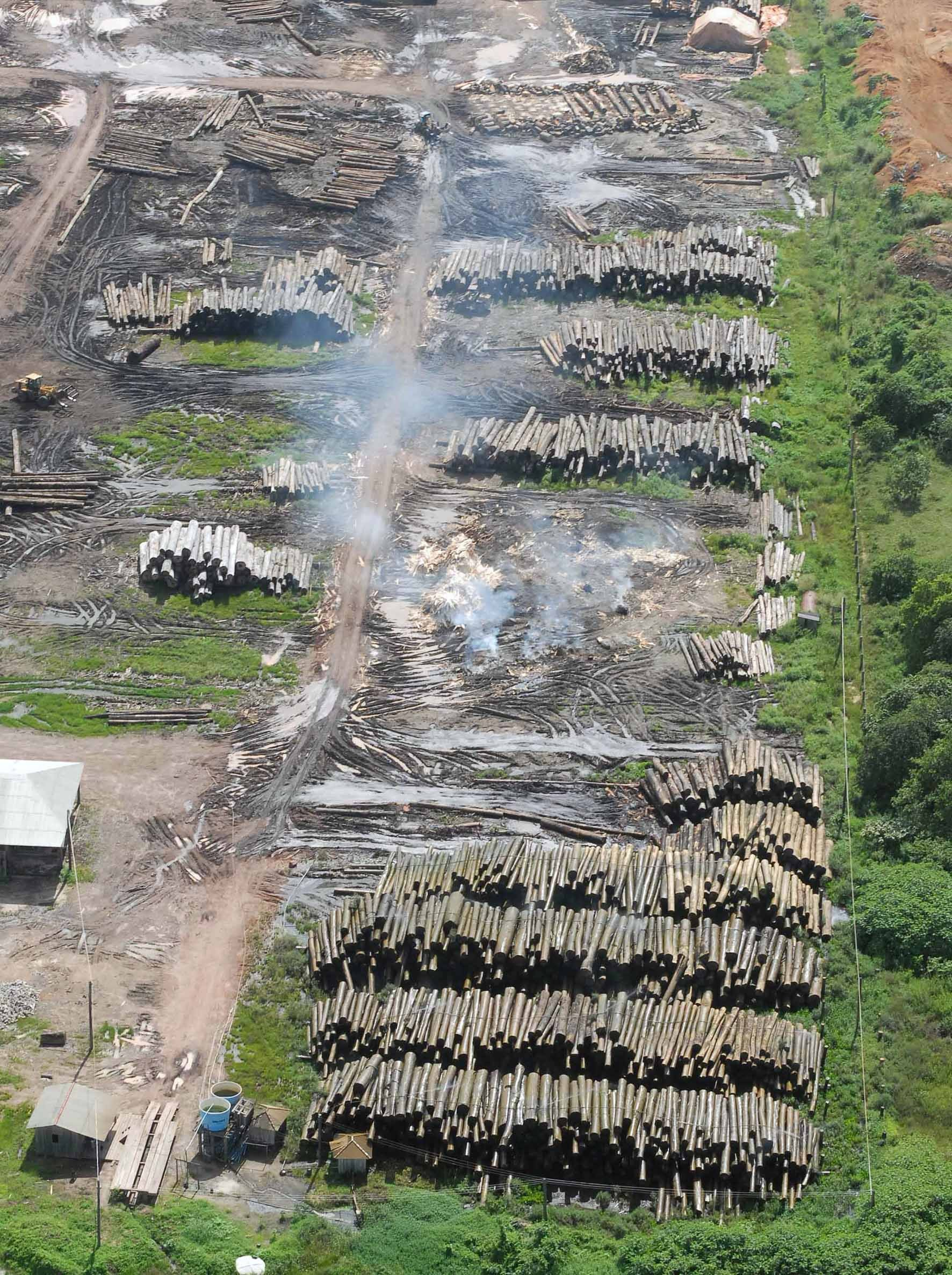
Madeira oriunda de desmatamento irregular.

O maior emissor individual no setor energético é o petróleo utilizado como combustível para o transporte no Brasil, mas também o gás natural e o carvão são muito utilizados pelo setor. Em 2016/17, usinas de carvão no Brasil receberam mais de 1 bilhão de reais em subsídios. Na Convenção sobre Diversidade Biológica, o Brasil se comprometeu a eliminar subsídios ambientalmente prejudiciais até 2020, mas o governo afirmou em 2022 que a energia a carvão seria subsidiada até 2040.

## Impactos no meio ambiente

### Mudanças de temperatura e clima
De acordo com José Marengo, do Instituto Nacional de Pesquisas Espaciais, estudos recentes mostram que, com exceção de trechos da costa do Chile, onde houve um leve resfriamento nas últimas décadas, em todas as outras áreas da América do Sul as previsões indicam um aumento de temperatura.

A Amazônia desempenha um papel fundamental na regulação do clima em todo o Brasil e em outras regiões da América do Sul. Sua floresta é um grande depósito de carbono e é essencial para a formação das chuvas que irrigam grande parte do país. Segundo Marengo, 30% a 50% da precipitação na bacia amazônica se origina na própria floresta por meio da evaporação. 
Além disso, a umidade originada na bacia amazônica é transportada pelos ventos para outras partes do continente e é considerada importante na formação de precipitações em regiões distantes da Amazônia.
Naturalmente, se a floresta desaparecer, as chuvas também desaparecerão. Um círculo vicioso é criado, no qual, se o desmatamento ultrapassar um determinado nível crítico, estimado em perdas de 40%, a floresta não será capaz de gerar chuvas suficientes para se manter: quanto menos floresta, menos precipitação, e quanto menos precipitação, menos floresta. Cerca de 19% da floresta amazônica já foi perdida, e estudos recentes indicam que está perto de ultrapassar o ponto crítico, além do qual sua degradação se tornará irreversível. Além dos problemas na Amazônia, todos os outros biomas nacionais – o Cerrado, a Caatinga, o Pantanal, a Mata Atlântica e o Pampa – também sofrem efeitos importantes, a maioria deles com tendência de aumento, contribuindo para amplificar os efeitos.
Outra parte importante das chuvas brasileiras vem da circulação da umidade oceânica. O aquecimento global também impacta as correntes oceânicas que influenciam o clima brasileiro, e os ventos que transportam a umidade que chega ao Brasil estão tendo seus padrões modificados, com o efeito de reduzir o nível de umidade atmosférica e perturbar a formação de nuvens, diminuindo a precipitação. A redução das chuvas, por sua vez, pode secar aquíferos subterrâneos. Esses fatores combinados resultam em uma redução generalizada na disponibilidade de água e em ambientes mais secos na maior parte do país. Em algumas regiões, no entanto, devido a diferentes mecanismos, espera-se que a precipitação aumente, trazendo também efeitos adversos. Segundo o Painel Brasileiro de Mudanças Climáticas (PBMC): 

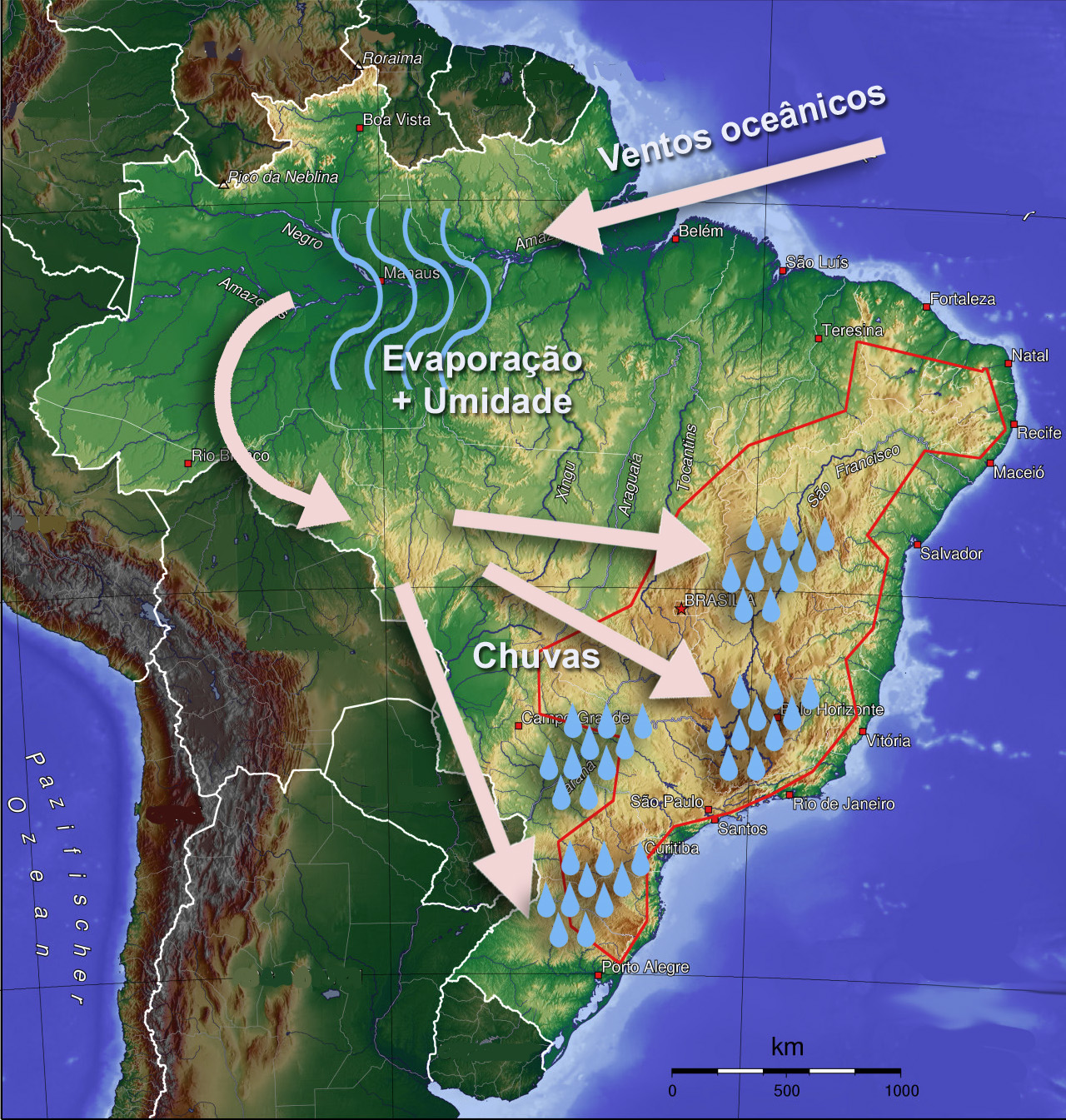
Circulação de ventos e chuvas na Amazônia. Os ventos oceânicos carregam a umidade produzida pela floresta para o restante do país. Atualmente, essa umidade produzida é também necessária para manter a floresta.

A mudança com o maior impacto será uma alteração nos padrões de precipitação. Pesquisas mostram que no sul e sudeste, regiões que sofrem com enchentes e deslizamentos de terra, as chuvas se tornarão mais intensas e frequentes. No nordeste, a tendência é o oposto.
Primeiro Relatório de Avaliação Nacional sobre Mudanças Climáticas (RAN1)
No resumo executivo do 1º Relatório do PBMC, são destacadas as limitações do estudo. Como algumas projeções foram feitas com base em dados incompletos, há uma certa incerteza sobre as conclusões. Apesar disso,
De modo geral, os resultados dos modelos conseguiram capturar muito bem o comportamento do clima atual e, assim, apesar das incertezas, as projeções das mudanças climáticas futuras ao longo do século XXI são plausíveis. Portanto, tais projeções constituem informações inovadoras e valiosas tanto para fins de mitigação, quanto para o planejamento de adaptação e minimização de impactos e ações de vulnerabilidade com o conjunto da sociedade habitante nos diferentes biomas brasileiros. Levando em conta as diferentes projeções que implicam impactos potenciais nos sistemas naturais e humanos, socioeconômicos e ambientais, já é possível analisar os impactos esperados das mudanças climáticas nos diversos setores do Brasil, além do planejamento e da tomada de decisões para definir estratégias de adaptação e políticas de mitigação.
Para a Caatinga, foi previsto um aumento de até 4,5°C na temperatura do ar e uma redução de até 50% nas chuvas. O ambiente, naturalmente muito seco e com vegetação esparsa, pode se tornar parcialmente deserto. Para o Cerrado, as perturbações seriam semelhantes, com um aumento de temperatura de até 5,5°C e uma diminuição de até 45% nas chuvas. O Cerrado atualmente concentra a maioria das atividades agrícolas no Brasil. O Pantanal também seria muito afetado, com um aumento de até 4,5°C e até 45% menos chuvas. Na Mata Atlântica, o clima ficaria até 3°C mais quente e até 30% mais chuvoso. Para o Pampa, haveria um aumento de até 3°C nas médias de temperatura e chuvas até 40% acima do normal.

Não apenas o total de precipitações mudará, mas elas poderão ocorrer em padrões mais erráticos e violentos, com secas mais intensas e prolongadas, além de episódios de enchentes mais severos e frequentes, variando entre as diferentes regiões. Segundo o relatório, 
Os cenários apontam para uma diminuição das chuvas nos meses de inverno em todo o país, bem como no verão no leste da Amazônia e no Nordeste. [...] Em contrapartida, o país poderia experimentar um aumento na frequência e intensidade de chuvas intensas na região subtropical (sul e parte do sudeste) e no extremo oeste da Amazônia.
Mudanças nos níveis e na disponibilidade de água subterrânea também são previstas.

### Aumento do nível do mar
Medidas no litoral de São Paulo indicam que o nível do mar subiu 30 cm no último século, superando a média mundial, e já existem muitos sinais de erosão costeira. A água subterrânea está gradualmente se salinizando, as ressacas marítimas tornam-se mais altas, causando danos à infraestrutura das cidades costeiras. Vinte praias estão em perigo de desaparecer.  Em Recife, a famosa Praia de Boa Viagem perdeu algumas seções engolidas pelo mar, e Olinda perdeu 59% de sua faixa de areia entre 1995 e 2010.

### Biomas
Os biomas do Brasil serão impactados por mudanças de temperatura e variações nas chuvas. Nas projeções do 1º Relatório do PBMC, até o final do século XXI, a Amazônia pode experimentar uma redução de até 45% nas chuvas e um aumento na temperatura média de até 6°C. Isso se aproxima dos piores cenários previstos pelo Painel Intergovernamental sobre Mudanças Climáticas (IPCC), que previu mudanças importantes na maior parte da Amazônia. No entanto, o impacto do desmatamento não foi considerado na avaliação, o que certamente aumentará os níveis de variação de alguma forma. A evolução do cenário futuro dependerá do sucesso do país em gerenciar as sérias ameaças ao bioma. Após uma década de tendência de redução das taxas de desmatamento, os últimos anos documentaram um aumento rápido na destruição das árvores. Um relatório estimou que, se 40% da floresta desaparecer, as secas aumentarão e transformarão grande parte da floresta em savana. Isso resultará em uma drástica redução da biodiversidade e também terá um efeito negativo na quantidade de chuvas que o Brasil pode esperar.

## Impactos na população

### Impactos econômicos
Muitos são os impactos que as mudanças climáticas causam nos sistemas de produção básicos do Brasil, como o agravamento de dificuldades já existentes e o aumento dos custos de produção. Além disso, também é esperado que desastres naturais cada vez mais graves ocorram. Isso provavelmente resultará em grandes problemas para o abastecimento de alimentos, saúde pública, produção industrial, comércio, infraestrutura instalada, qualidade de vida da população e segurança nacional como um todo, com os pobres sendo a parcela da população que sofrerá as consequências mais sérias. As áreas mais vulneráveis a impactos significativos são as regiões Nordeste e Sudeste, exatamente onde a maior parte da população brasileira está concentrada, além de grandes cidades, que, de forma geral, estão pouco preparadas para enfrentar esse desafio.

#### Agricultura
No setor agrícola, os impactos das mudanças climáticas no Brasil seriam múltiplos e significativos. Cerca de 11 milhões de hectares de terras aráveis poderiam ser perdidos até 2030 devido ao aquecimento. Como o aquecimento global também produz várias mudanças químicas e físicas nos oceanos, interferindo na vida aquática, problemas são previstos para a pesca nacional, tanto pela redução dos estoques quanto pela redistribuição geográfica de espécies economicamente valiosas.[carece de fontes?]
Um estudo de 2008, inspirado diretamente pelo trabalho do Painel Intergovernamental sobre Mudanças Climáticas (IPCC), especialmente no Quarto Relatório, foi produzido pela Embrapa, com foco no agronegócio e na segurança alimentar. Suas principais conclusões foram:
- O aquecimento global pode comprometer a produção de alimentos no Brasil, levando a perdas que poderiam chegar a 7,4 bilhões de reais em 2020 e até 14 bilhões em 2070;
- A soja, cujo crescimento explosivo nos últimos 30 anos desencadeou uma mudança sem precedentes na estrutura econômica do país, é provavelmente a cultura mais afetada. No pior cenário, as perdas poderiam atingir 40% em 2070, resultando em uma perda de até 7,6 bilhões de reais;
- O café deve perder até 33% da área de baixo risco nos principais estados produtores, São Paulo e Minas Gerais, embora possa ter ganhos no sul do país;
- Milho, arroz, feijão, algodão e girassol sofrerão uma forte redução da área de baixo risco no Nordeste, com perda significativa de produção;
- A mandioca terá um ganho geral na área de baixo risco, mas provavelmente sofrerá perdas severas no Nordeste;
- A cana-de-açúcar, uma das poucas culturas favorecidas, poderia dobrar sua área nas próximas décadas.

De um dos vilões do aquecimento global, a agricultura pode se tornar uma vítima. Em todo o mundo, o aquecimento beneficiará apenas a agricultura praticada em regiões de alta latitude. [...] A configuração da produção agrícola brasileira, como é conhecida hoje, pode mudar significativamente devido ao aquecimento global. [...] Regiões que atualmente são os maiores produtores de grãos podem não conseguir plantar bem antes do final do século. [...] Apesar das perdas, a agricultura pode ser parte da solução para o problema. Um uso mais adequado do solo, com a adoção, por exemplo, de sistemas agropastoris, agroflorestais e de plantio direto, além da redução do uso de fertilizantes, pode prevenir novos desmatamentos, aumentar a captura de dióxido de carbono da atmosfera e recuperar o solo. Algumas novas técnicas para o cultivo de arroz e criação de gado também estão sendo testadas para diminuir as emissões de metano.
Em 2022, um estudo concluiu que 28% das terras agrícolas no Brasil não são mais climaticamente ideais para a agricultura devido às mudanças climáticas e à alteração do clima local, como resultado do desmatamento. O número pode subir para 51% até 2030 e 74% até 2060 se a mudança climática continuar no mesmo ritmo.

#### Pecuária
A seca de 2012 no Nordeste afetou mais de dez milhões de pessoas e gerou uma perda de mais de R$16 bilhões. Em 2013, o fenômeno se repetiu com ainda mais intensidade, sendo considerado pela ONU a pior dos últimos 50 anos, deixando 1.200 municípios em estado de emergência. Somente na Paraíba, 360.000 cabeças de gado morreram.

#### Setor energético
A mudança climática no Brasil pode resultar em uma crise energética, uma vez que a maior parte da eletricidade nacional é gerada por usinas hidrelétricas. Espera-se uma queda significativa no fluxo da maioria das grandes bacias hidrográficas do país. De acordo com o Observatório do Clima,
O resultado é dramático para aqueles que pensam que o Sudeste do Brasil já sofreu o suficiente com a falta de água e a ameaça de racionamento energético nos últimos três anos: no melhor cenário, vários rios em Minas Gerais, São Paulo, Goiás, Tocantins, Bahia e Pará terão reduções de fluxo de 10% a 30%. Transposto para as usinas hidrelétricas, os dados de fluxo apresentam um desafio para o setor energético no Brasil: as usinas mais importantes do país – Furnas, Itaipu, Sobradinho e Tucuruí – teriam reduções de fluxo de 38% a 57% no pior cenário. Na Amazônia, uma região eleita pelo governo como a nova fronteira da hidreletricidade no país, as quedas também seriam significativas: o fluxo de Belo Monte cairia de 25% a 55%, o de Santo Antônio, de 40% a 65%, e o da usina planejada em São Luís do Tapajós, de 20% a 30%. Com exceção de São Luís, a maioria das novas usinas na Amazônia é do tipo a fio d'água, ou seja, não possuem um grande reservatório. Isso significa que seu fator de capacidade – a quantidade de energia constante gerada ao longo do ano – é reduzido, já que o fluxo dos rios amazônicos varia enormemente entre as estações seca e chuvosa. Belo Monte, por exemplo, tem um fator de capacidade em torno de 40%, que, reduzido pela metade, faria da hidrelétrica de R$30 bilhões ter um fator de capacidade menor que o de parques eólicos – que os planejadores energéticos brasileiros desprezam, já que essas usinas não conseguem gerar muita energia em períodos sem vento. No total, a geração hidrelétrica cai de 8% a 20% no país. [...] A análise dos pesquisadores mostra que, em todos os cenários analisados, há uma queda no fluxo das principais bacias hidrográficas brasileiras, o que empurra o sistema energético para uma situação de desequilíbrio estrutural: o sistema é incapaz de atender à demanda, causando cortes de carga – ou seja, apagões. Sem medidas para reduzir emissões, no pior cenário, o fluxo dos reservatórios cai 30% e o risco de déficit em alguns anos se aproxima de 100% – a margem considerada segura pelo governo para prevenir apagões é de 5%. No melhor cenário, a queda no fluxo das usinas hidrelétricas chega a 10%, e o risco de déficit, 60% em alguns anos. O custo de operação do sistema, que leva em conta até a ativação de usinas térmicas, aumenta oito vezes no melhor cenário e 16,7 vezes no pior.
Isso traria diversas outras consequências negativas, pois incentivaria o uso de usinas a carvão e a gás natural, que são grandes emissores de gases de efeito estufa.

### Impactos na saúde

#### Ondas de calor
Um alerta especial foi dado em um relatório de 2015 sobre o aumento do risco de ondas de calor extremas, afetando principalmente os idosos, especialmente nas regiões Norte e Nordeste, agravando doenças preexistentes, como problemas respiratórios. José Feres, do Instituto de Pesquisa Econômica Aplicada, afirmou que a população envelhecida do Brasil está particularmente em risco. O relatório também destacou a tendência de aumento de doenças infecciosas endêmicas, como malária, dengue e leptospirose, além de problemas na conservação de rodovias, e mostrou preocupação com a pouca preparação do Brasil na gestão de desastres climáticos e a escassez de informações disponíveis sobre os impactos futuros da elevação do nível do mar.

#### Enchentes e deslizamentos
Na cidade de São Paulo, onde se prevê um aumento das chuvas, as enchentes causam uma perda de 762 milhões de reais por ano. Nas enchentes e deslizamentos de terra no Rio de Janeiro em 2011, a maior tragédia natural já vivida no país, 906 pessoas morreram, 400 foram dadas como desaparecidas, 30.000 tiveram que deixar suas casas, 770 encostas tiveram sua estabilidade comprometida e precisarão ser reconsolidadas, com um custo estimado de 3,3 bilhões de reais. As perdas para as empresas atingiram 470 milhões de reais. Em 2011, segundo cálculo da ONU, as enchentes em todo o Brasil totalizaram 10 bilhões de reais em perdas materiais e resultaram em mais de mil mortes, além de deixar uma multidão de desabrigados e produzir distúrbios de várias ordens.

Um relatório de 2013 apontou que a região costeira, onde vive a vasta maioria da população do país, deve receber atenção especial, em vista de um provável aumento de enchentes, deslizamentos de terra, fenômenos meteorológicos severos, erosão costeira, elevação do nível do mar e outros desastres naturais causados pelo aquecimento:
Não é mais possível, como brasileiro, aceitar mais desastres que matam mais de mil brasileiros de uma vez. Medidas protetivas e preventivas devem ser tomadas urgentemente. Eventos extremos estão acontecendo com mais frequência. A população que não está preparada sofrerá com isso.

### Impactos na moradia
A pesquisadora Andrea Santos, secretária executiva do PBMC, alertou em 2013 sobre o provável impacto em megacidades como Rio de Janeiro e São Paulo, afirmando que a infraestrutura atual, especialmente em transporte e mobilidade urbana, não foi projetada para enfrentar o aumento das temperaturas e chuvas mais intensas.
Entre 1991 e 2012, mais da metade da população brasileira teve suas vidas afetadas por eventos climáticos extremos. Secas, enchentes e deslizamentos de terra impactaram 127 milhões de pessoas. O número de registros cresceu 40% na última década em comparação com a anterior, segundo o Atlas Brasileiro de Desastres Naturais. Tragédias recentes incluem [as enchentes] de Santa Catarina em 2008 e [as enchentes] da Serra Fluminense em 2011. Neste ano, um quinto dos municípios do país entrou em situação de emergência ou calamidade pública. O aquecimento global, combinado com a expansão urbana e os problemas de desenvolvimento que o Brasil já enfrenta, permite projetar um cenário sombrio para este século, no qual o número de pessoas afetadas e os custos das tragédias para a economia só aumentam. E ninguém estará a salvo.

### Impactos nos povos indígenas
Os povos indígenas representam 40 milhões da população da América Latina e do Caribe. Eles habitam a maioria das áreas rurais pobres em países como Equador, Brasil, Peru e Paraguai. Isso torna essas populações extremamente suscetíveis às ameaças das mudanças climáticas devido a fatores socioeconômicos, geográficos e políticos.

## Mitigação e adaptação

### Políticas e legislação
Suzana Bustamante, uma das coordenadoras do Grupo de Trabalho 3 do 5º Relatório do IPCC, considera que as maiores ameaças para o Brasil decorrem da esperada redução nas chuvas na maior parte da área de produção de alimentos e captação para hidrelétricas e consumo. A estratégia do país, tanto adaptativa quanto mitigadora, de investir na redução do desmatamento deve ser uma prioridade, já que as florestas são grandes produtoras e conservadoras de recursos hídricos, além de todos os outros serviços ambientais essenciais que proporcionam e toda a biodiversidade que abrigam. O Brasil é o país mais biodiverso do mundo, uma riqueza inestimável que está em grande risco e sofrendo perdas contínuas.

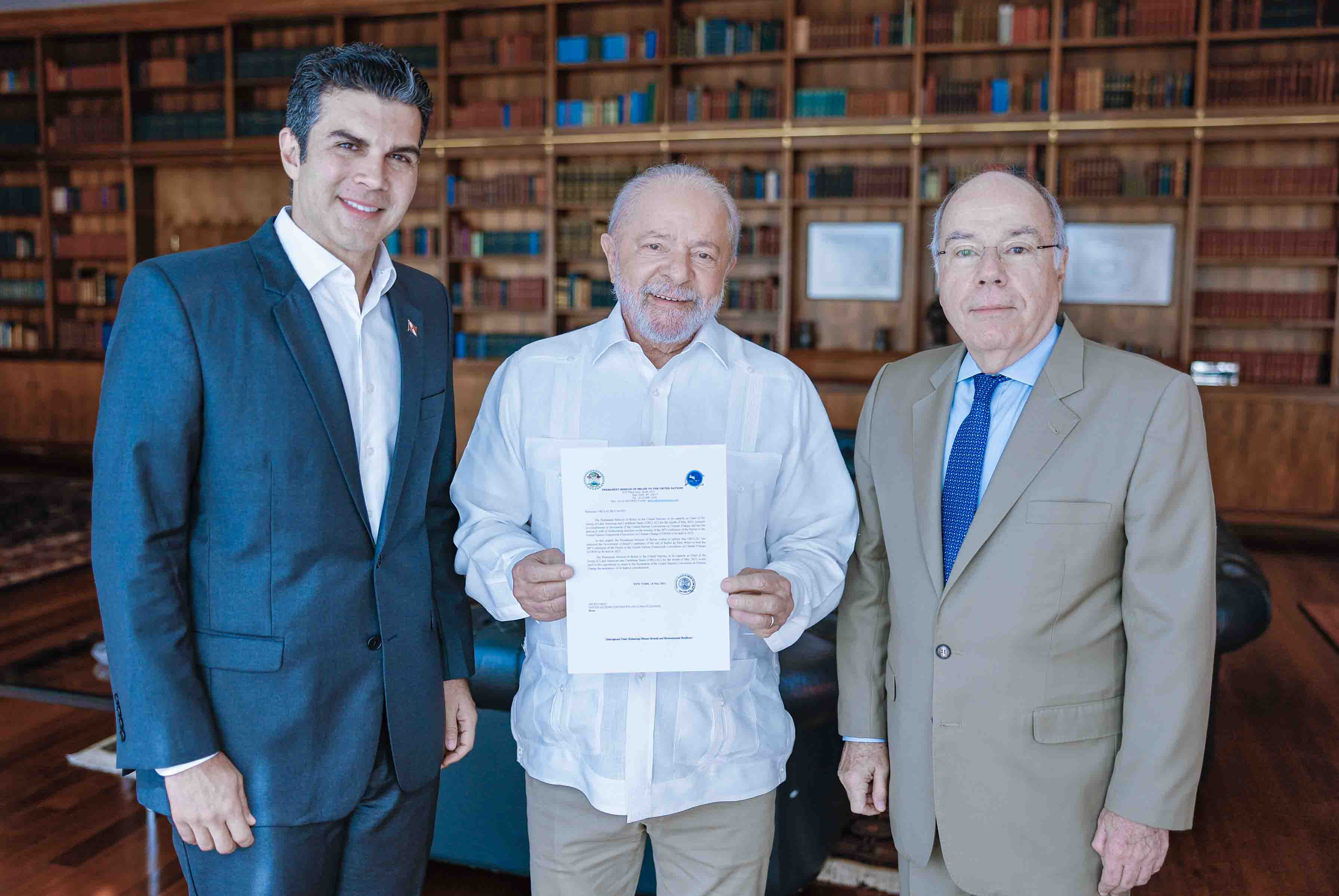
Presidente Lula anunciando a intenção de sediar a Conferências das Nações Unidas sobre as Mudanças Climáticas em 2025.

O então presidente Jair Bolsonaro afirmou que estrangeiros deveriam parar de reclamar sobre os incêndios na Amazônia e criticou as políticas ambientais do país, acusando-os em 2020 de uma "brutal campanha de desinformação". Em 2021, o Brasil anunciou que não bloquearia acordos de mercado de carbono na COP26, o que é de grande importância.
Brasil 2040: cenários e alternativas de adaptação à mudança do clima
Publicado em 2015 pela Secretaria de Desenvolvimento Sustentável da Secretaria de Assuntos Estratégicos da Presidência da República, o relatório Brasil 2040 foi considerado pelo Observatório do Clima como o maior estudo realizado até o momento sobre mudanças climáticas no Brasil. O principal objetivo foi orientar o governo na formulação de uma política climática mais coerente e sólida, abordando as áreas de saúde, recursos hídricos, energia, agricultura e infraestrutura (costeira e de transporte), utilizando dois modelos teóricos empregados pelo IPCC. Os resultados do relatório são amplamente consistentes com outros estudos, indicando um futuro de clima mais seco e quente para o país.
O Brasil 2040 destacou a falta de preparo do país para enfrentar os desastres climáticos esperados, como secas severas, inundações, tempestades, elevação do nível do mar e deslizamentos de terra causados por chuvas torrenciais. Apesar dos numerosos programas de mitigação e adaptação já aprovados pela União, Estados e Municípios, a maioria não sai do papel ou produz resultados tímidos ou marginais. Analisando a estrutura de apoio emergencial na cidade do Rio de Janeiro, observou-se que a maioria dos recursos para assistência à população (hospitais, instalações militares e policiais, corpos de bombeiros, etc.) está localizada em áreas de média ou alta altitude. A vulnerabilidade a desastres naturais é maior em regiões próximas a rios e canais ou em áreas baixas, que podem facilmente alagar, ou à beira-mar, sujeitas a elevações do nível do mar e tempestades costeiras, comprometendo sua funcionalidade e aumentando os impactos na sociedade. A maioria das estações de tratamento de água e esgoto está situada nas mesmas regiões, assim como muitos pontos nas principais rodovias e ruas, aumentando os riscos em caso de desastre em termos de saneamento, suprimento e transporte. A situação do transporte por metrô é ainda pior, pois a maior parte está em regiões de alta vulnerabilidade. Citando a ameaça da elevação do nível do mar, foi apontado que há um valor imobiliário da ordem de 124 bilhões de reais em áreas de alta vulnerabilidade e 2,7 trilhões de reais em áreas de vulnerabilidade média. No caso da cidade de Santos, a maior parte da área urbana está em zonas de alta vulnerabilidade, colocando toda a cidade em alto risco, com mais de 100 bilhões de reais em valores imobiliários em regiões vulneráveis. O relatório afirmou que esses exemplos podem ser extrapolados para muitas outras regiões do Brasil com alta densidade demográfica, já que a maioria das cidades está em áreas costeiras baixas ou próximas a rios, lagos e encostas frágeis. As áreas portuárias também apresentam riscos aumentados de deterioração ou destruição de estruturas, inundações, assoreamento de canais e estuários, entre outros, e grande parte do comércio nacional e internacional do Brasil depende delas.
Suzana Kahn Ribeiro, presidente do Comitê Científico do Painel Brasileiro sobre Mudanças Climáticas, tem uma opinião muito semelhante: 
O Brasil precisa encontrar um rumo, definir o que quer ser quando crescer. [...] O Brasil está mostrando sinais mistos o tempo todo. Reduzimos o IPI sobre carros para que todos fiquem presos no trânsito. Estamos vivendo um apagão de coordenação climática.
André Ferretti, coordenador geral do Observatório do Clima, afirma o mesmo:
Hoje temos trilhões de recursos para serem investidos em infraestrutura, planos para expandir a geração de energia, principalmente a partir de fontes fósseis (cerca de 70% dos investimentos do país), planos anuais de colheita e incentivos à indústria, sem qualquer conexão com a lógica de desenvolvimento de baixo carbono. Temos um conjunto de políticas climáticas desconectadas, sem coordenação e que nem mesmo têm seus potenciais impactos positivos monitorados; e o Fundo Clima está completamente ameaçado e com recursos limitados. [...] A grande mensagem do quinto relatório do IPCC é que a situação está cada vez mais crítica, e que se nada ou muito pouco for feito, entraremos em um caminho muito perigoso. A janela de oportunidade para evitarmos o colapso do sistema climático é estreita.
Até mesmo alguns setores do governo reconhecem que há problemas nessa área. Carlos Nobre, secretário de Políticas e Programas de Pesquisa e Desenvolvimento do Ministério da Ciência, Tecnologia e Inovação, afirmou que 
O Ministério da Ciência e Tecnologia está fazendo sua parte, investindo em desenvolvimento de pesquisa e geração de conhecimento, mas ainda falta integração entre a pesquisa e a formulação de políticas.
Outra recente Contribuição Nacionalmente Determinada do Brasil ao Acordo de Paris visa reduzir as emissões de gases de efeito estufa em 48% até 2025 e 53% até 2030. O presidente Luiz Inácio Lula da Silva priorizou o combate às mudanças climáticas, reestabelecendo o Fundo Amazônia para prevenir o desmatamento e promover o uso sustentável da Amazônia. A Agência dos Estados Unidos para o Desenvolvimento Internacional apoia esses esforços por meio de iniciativas focadas na conservação da biodiversidade, gestão sustentável de áreas protegidas e instrumentos financeiros inovadores para soluções baseadas na natureza.
Estratégia climática da USAID: objetivos e resultados
O programa de estratégia climática da USAID no Brasil foca em aproveitar recursos do setor privado para a conservação da biodiversidade e a melhoria dos meios de subsistência locais. Os principais resultados de 2022 incluem a evitação de mais de 23 milhões de toneladas métricas de emissões de gases do efeito estufa equivalentes a CO2, o fortalecimento da gestão de 117 Áreas Protegidas que cobrem 47,9 milhões de hectares e a redução das taxas de desmatamento em áreas apoiadas pela USAID.

## Sociedade e cultura

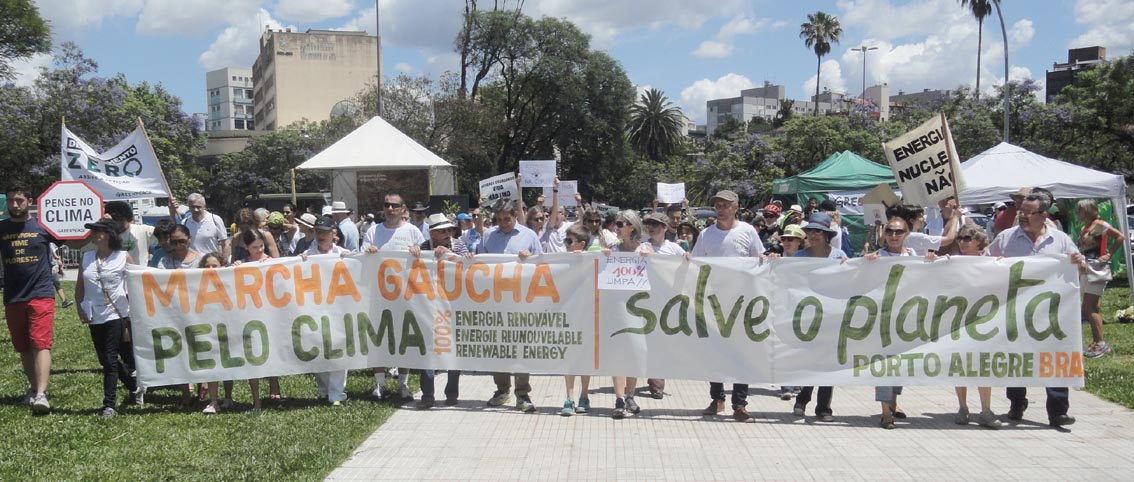
Marcha Gaúcha pelo Clima, 2015.

### Ativismo
Cálculos realizados em 2021 mostraram que, para dar ao mundo uma chance de 50% de evitar um aumento de temperatura de 2ºC ou mais, o Brasil deveria aumentar seus compromissos climáticos em 90%. Para garantir 95% de chance, seria necessário um aumento de 165%. Para ter 50% de chance de manter a temperatura abaixo de 1,5ºC, o Brasil precisaria aumentar seus compromissos em 170%.
Um relatório de 2013 visou desmistificar algumas crenças arraigadas que representam obstáculos significativos à aceitação geral de projetos de mitigação, como a ideia de que progresso e conservação da natureza são opostos, ou que a redução das emissões resultará em recessão econômica.